# دوار الشمس النحيل
دوار الشمس النحيل نوع نباتي يتبع جنس دوار الشمس من الفصيلة النجمية.

## البيئة والانتشار
ينتشر في ولاية كاليفورنيا غرب الولايات المتحدة وجارتها ولاية باخا كاليفورنيا في المكسيك.